# Cherax pulverulentus
Cherax pulverulentrus (лат.) — вид пресноводных десятиногих раков рода Cherax из семейства Parastacidae. Вид впервые описали в 2025 году после анализа ДНК особей, содержащихся в неволе. Ch. pulverulentus генетически и морфологически наиболее похож на Ch. pulcher Lukhaup, 2015, но оба вида можно отличить по нескольким морфологическим характеристикам и расхождению последовательностей нуклеотидов, что поддерживает выделение нового валидного вида.